# 奇妙礼太郎トラベルスイング楽団
奇妙礼太郎トラベルスイング楽団（きみょうれいたろうトラベルスイングがくだん）は、日本のバンド。2008年に大阪で結成され、2016年に解散。

## 略歴
2008年、奇妙礼太郎を中心に大阪で結成。
2009年11月11日、SNEEKER BLUES RECORDSからアルバム『KING OF MUSIC』リリース。その後レーベルをGrand Galleryへ移し、「奇妙礼太郎/奇妙礼太郎トラベルスイング楽団」名義で2枚のアルバムをリリースした。
2013年にP-VINEへ移籍。
2016年2月4日に全国ツアー『卒業旅行 〜奇妙礼太郎トラベルスイング楽団のラストツアー〜』を以って解散することを発表。4月1日に味園ユニバースでのワンマンライブで解散。

## メンバー
ライブ時によって参加メンバーが違うため、メンバーは固定されていない。以下は参加メンバー。
- 奇妙礼太郎：ボーカル、ギター担当。アニメーションズや天才バンドのボーカルとしても活動。
- 手島幸治：ドラムス担当。天才バンドのドラマー。
- PEPE安田：ベース担当。バンドのリーダー[4]。オオサカズで活動。
- 塩見哲夫：ギター担当。オオサカズで活動。
- 文博信：キーボード担当。
- サワノ：キーボード担当。
- 増谷紗絵香：ピアノ担当。Saetsu、オオサカズで活動。
- 岩井ロングセラー：オルガン担当。BAGDAD RIDDIM SECTION、オオサカズで活動。
- キツネうどん：パーカッション担当。別名義は濱田剛史。オオサカズ、タメリ倶楽部で活動。
- トミー：トロンボーン担当。オオサカズで活動。
- 高橋かをり：トロンボーン担当。
- 棚瀬祐也：トロンボーン担当。
- 山藤卓実：トランペット担当。
- 長山動丸：トランペット担当。オオサカズで活動。
- 田中優至：テナー・サックス担当。大阪のバンド・La Turboのサックス担当。現在は田中優至の東京爆発サックス団で活動中。
- 増川"マスコ"紀子：アルト・サックス担当。

## ディスコグラフィ

### アルバム
|                       | 発売日                | タイトル                                                          | 規格品番              | チャート              | 備考                                                                        |
| オリコン              | 発売日                | タイトル                                                          | 規格品番              |                       | 備考                                                                        |
| SNEEKER BLUES RECORDS | SNEEKER BLUES RECORDS | SNEEKER BLUES RECORDS                                             | SNEEKER BLUES RECORDS | SNEEKER BLUES RECORDS | SNEEKER BLUES RECORDS                                                       |
| --------------------- | --------------------- | ----------------------------------------------------------------- | --------------------- | --------------------- | --------------------------------------------------------------------------- |
| 1st                   | 2009年11月11日        | KING OF MUSIC                                                     | SBR-081               | -                     | 2010年11月26日に再発（JSLP-008）                                            |
| 2nd                   | 2011年4月5日          | 機嫌なおしておくれよ Yogurt & Koyas Remix                         | SBR-081               | -                     | -                                                                           |
| Grand Gallery         |                       |                                                                   |                       |                       |                                                                             |
| 3rd                   | 2011年9月7日          | GOLDEN TIME                                                       | XQKF-1012〜1013       | -                     | 「奇妙礼太郎/奇妙礼太郎トラベルスイング楽団」名義                           |
| ライブ                | 2012年4月4日          | LIVE GOLDEN TIME                                                  | XQKF-1021             | -                     | 「奇妙礼太郎/奇妙礼太郎トラベルスイング楽団」名義                           |
| P-VINE                |                       |                                                                   |                       |                       |                                                                             |
| 4th                   | 2012年7月18日         | 桜富士山                                                          | PCD-24283             | 81位                  | 2014年10月2日に再発（PCD-18773）                                            |
| ライブ                | 2013年9月18日         | Live!                                                             | PCD-18753/4 (CD+DVD)  | 211位                 | -                                                                           |
| 5th                   | 2013年10月23日        | 仁義なき恋愛                                                      | PCD-26055             | 85位                  | 2014年10月2日に再発（PCD-18774） 2015年10月21日にアナログ盤発売（PLP-6867） |
| カバー                | 2014年10月2日         | 東京ブギウギ                                                      | PCD-18772             | 60位                  | 2015年10月21日にアナログ盤発売（PLP-6868/9）                                |
| ライブ                | 2016年4月20日         | ラスト・ツアー 〜ザ・グレート・ロックンロール・スイング・ショウ〜 | PCD-18813/4           | 96位                  | -                                                                           |

## 参加作品
- 「ルージュの伝言」 (2011年、カバー・アルバム『VELVET SONGS』収録)
- Negicco「ライフ・イズ・キャンディ・トラベル」 (2014年、編曲・演奏)

## 主なライブ出演
- サンセットライブ (2011年9月4日)
- りんご音楽祭 (2012年5月19日、2015年9月26日)
- SWEET LOVE SHOWER (2013年5月4日、2014年8月31日)
- COUNTDOWN JAPAN (2013年12月29日)
- ワールド・ハピネス (2014年8月10日)
- WILD BUNCH FEST. (2014年8月23日)
- RADIO CRAZY (2014年12月27日)